# Kyrkbron

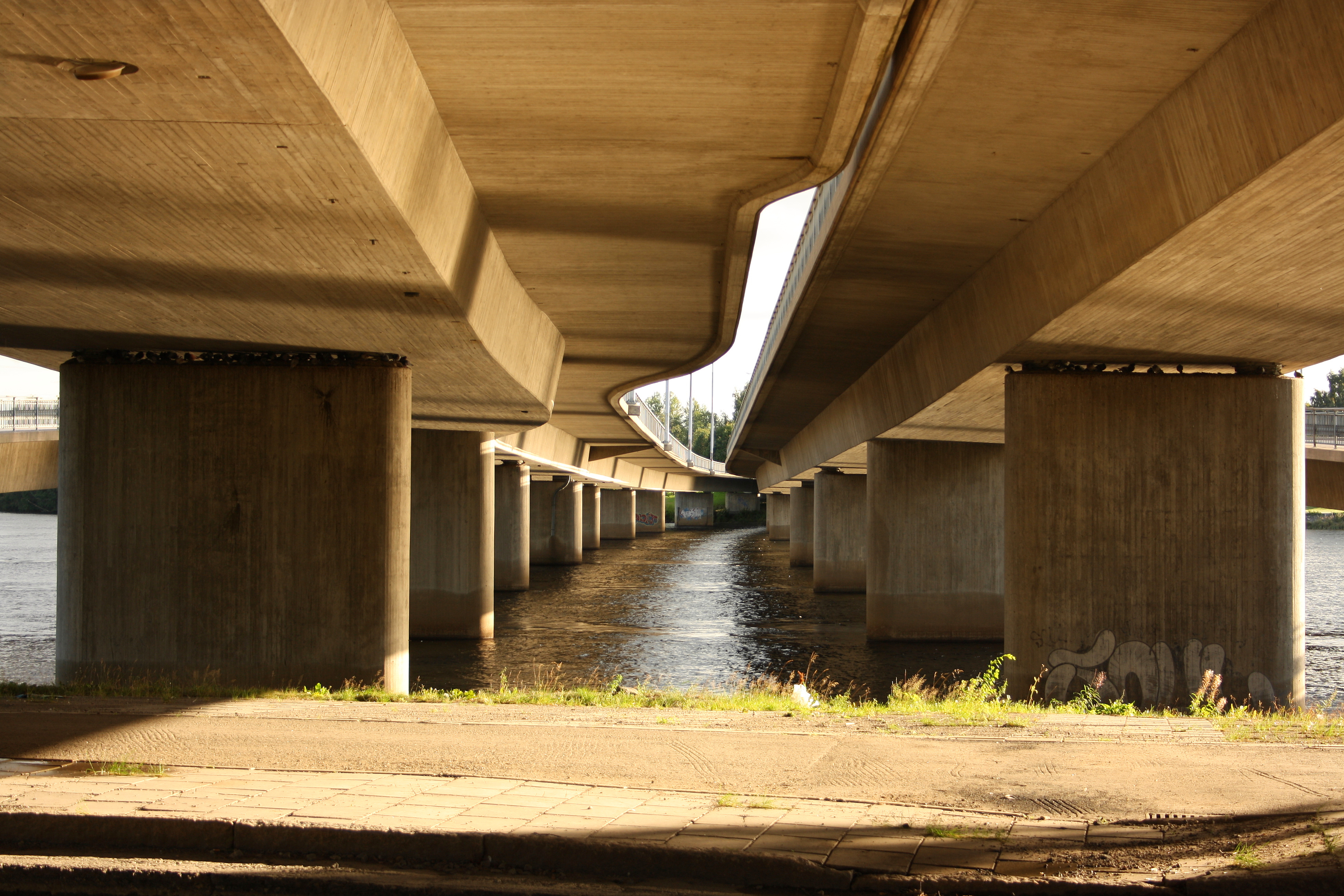
Dessous du pont.

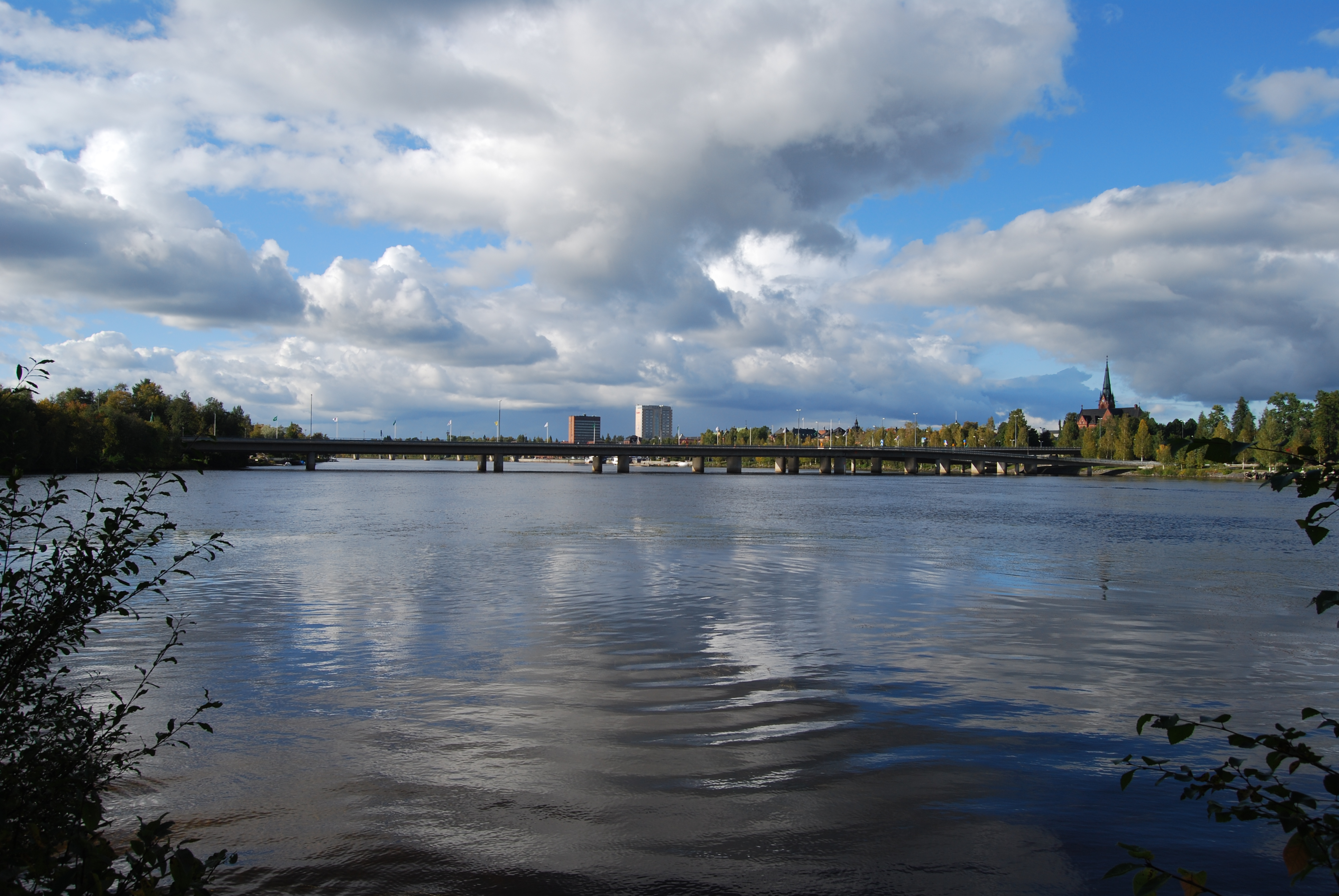
Côté du pont.

Route alternative, construite en 1965.

Kyrkbron (littéralement, « le pont d’église ») est un pont en béton situé dans la ville suédoise d'Umeå. Il s'agit anciennement du troisième pont de la ville construit sur la rivière Ume.

## Description
Le kyrkbron se compose lui-même de deux ponts distincts, chacun possédant une voie avec sorties, traversant la rivière sur le côté nord. Le but de la construction était de décongestionner la circulation automobile du pont Tegsbron (en) à proximité. Le pont possède une longueur de 391 mètres.

## Histoire
La construction débute le date 16 juin 1972 et l'ouverture se déroule le 26 septembre 1975.